# José Utrera Molina
José Utrera Molina (Màlaga, 12 d'abril de 1926 - Nerja, 22 d'abril de 2017) va ser un advocat i polític espanyol d'ideologia falangista. Va exercir importants càrrecs durant la Dictadura franquista. Va ser el sogre del polític conservador Alberto Ruiz-Gallardón.

## Biografia
Va estudiar dret a la Universitat de Granada. Militant falangista procedent del Frente de Juventudes, durant els seus primers anys de carrera política va mantenir la sotsprefectura provincial del Movimiento Nacional a Màlaga; posteriorment va exercir el càrrec de Governador civil a les províncies de Ciudad Real (1956–1962), Burgos (1962) i Sevilla (1962-1969).
El 1969 va ser nomenat sotssecretari del Ministeri de Treball, càrrec que va exercir fins a juny de 1973, i també delegat del Govern espanyol davant l'Organització Internacional del Treball (OIT), amb seu a Ginebra.
En el primer i únic gabinet ministerial de l'almirall Carrero Blanco (juliol-desembre de 1973) va ocupar la cartera d'Habitatge. El gener de 1974, després de l'assassinat de Carrero, va ser nomenat Ministre Secretari General del Moviment al primer govern de Carlos Arias Navarro, càrrec que va exercir fins al seu cessament al març de 1975 i que va suposar la vicepresidència del Consell Nacional del Movimiento. Va ser reconegut com un dels integrants de l'anomenat «Búnker», i netament fidel a la dictadura franquista. No obstant això, al començament de 1975, el president del govern Arias Navarro va fer una sèrie de canvis en el Consell de Ministres i va ser substituït per Fernando Herrero Tejedor, només uns mesos abans de la defunció de Franco. Per la seva banda, Utrera Molina va responsabilitzar al també falangista José Antonio Girón d'haver volgut usar-lo per atacar en un article periodístic al president Arias Navarro.
El 2010 va escriure un article d'opinió en el diari ABC en el qual va criticar la Llei de Memòria Històrica i la retirada del monument al tinent general José Millán-Astray, qualificant-les com a «vandàlica invasió del Govern socialista».
Va ser nomenat Cavaller d'honor de la Fundació Nacional Francisco Franco, al costat d'Augusto Pinochet Molina (net del dictador xilè Augusto Pinochet), en cerimònia celebrada el 18 de juliol de 2012, amb el lema Derecho al Alzamiento. Durant els darrers anysde vida va ser membre del Patronat d'aquesta fundació.

### Imputació judicial
El 31 d'octubre del 2014, la jutgessa argentina María Servini, instructora de la causa penal contra el franquisme, i basant-se en el principi de justícia universal, va enviar una ordre de detenció internacional contra ell i uns altres divuit dirigents de la dictadura franquista, sol·licitant la seva extradició amb l'objectiu d'interrogar-los. La magistrada el va imputar d'«haver convalidat amb la seva signatura la sentència de mort de Salvador Puig Antich i del ciutadà alemany Georg Michael Welzel», tots dos executats a garrot vil el 2 de març de 1974 i va recordar que els fets «són sancionables amb les penes de reclusió o presó perpètua». En resposta a l'ordre de detenció, va manifestar a través d'un comunicat publicat a la web oficial de la Fundació Nacional Francisco Franco que estava disposat a querellar-se contra les víctimes del franquisme.

### Dret a l'honor
El 2 de març de 2018, en ocasió del 44è aniversari de commemoració de l'assassinat de Salvador Puig i Antich, la dirigent d'Adelante Andalucía, Teresa Rodríguez, va fer una publicació a Twitter responsabilitzant-lo a ell del crim, així com també a Manuel Fraga. En resposta, els familiars d'Utrera Molina, ja difunt, la van denunciar per haver comès un atac contra el dret a l'honor. En conseqüència, l'Audiència Provincial de Madrid la va condemnar a pagar una indemnització de 5.000 euros als seus fills com a pena a la condemna del delicte d'intromissió il·legítima al dret de l'honor del dirigent franquista. El 18 de novembre de 2021, i després d'interposar un recurs de cassació, la sala civil del Tribunal Suprem espanyol va dictaminar l'absolució de la política andalusa perquè la conducta assenyalada quedava emparada per la llibertat d’expressió.

## Obres
Va ser autor, entre d'altres, del llibre de memòries Sin cambiar de bandera, en el qual relata el seu pas pels diferents governs de Franco. Aquest llibre va ser ampliat i reeditat el 2008. Al final d'aquesta edició va figurar una carta de Jaime Ostos, referida a la proposició, de la qual va ser testimoni, en la qual Enrique Sarasola, amic comú de tots dos, va oferir a Utrera l'ingrés al Partit Socialista (PSOE).
| « | ...Vam canviar de tema i la veritat és que no vaig tornar a donar importància al que havia escoltat. Hauria de passar molt temps perquè comprovés la veracitat de part del seu pronòstic, ja que al grup al que es va referir aquella nit ocuparia realment el poder a Espanya. La seva instal·lació no hauria d'oferir massa dificultats, entre altres coses perquè hauríem de ser molt pocs els que creient en el Sistema al que servíem, mantinguéssim la dignitat de les nostres creences enfront de l'oferta d'un canvi avantatjós o el compromís d'una covarda claudicació... | » |

En aquestes memòries polítiques, l'autor es va centrar en el període del govern d'Arias Navarro, amb el seu discurs sobre l'anomenat esperit del 12 de febrer, del procés 1001, del gironazo, de les aferrissades polèmiques sobre la Llei d'Associacions Polítiques i de les fortes tensions internes en un govern on les diferents tendències polítiques s'enfrontaven buscant situar-se de cara al canvi imminent.

## Condecoracions
- Gran Creu de Carles III
- Gran Creu del Mèrit Civil
- Gran Creu del Mèrit Militar
- Gran Creu del Mèrit Naval
- Gran Creu del Mèrit Aeronàutic
- Gran Creu de Cisneros
- Orde Imperial del Jou i les Fletxes
- Gran Creu de l'Ordre Civil d'Alfons X el Savi
- Gran Creu del Mèrit Agrícola i de Rubén Darío
- Gran Creu de Nicaragua
- Medalla d'Or de la Joventut
- Cavaller d'Honor de la Fundació Francisco Franco
- Víctor d'argent del SEU
- Aspa Verda al Mèrit Polític